# Carl Braun (Basketballspieler)
Carl August Braun (* 27. September 1927 in New York City, New York; † 10. Februar 2010 in Stuart, Florida) war ein US-amerikanischer Basketballspieler der National Basketball Association (NBA). Er wurde 2019 in die Naismith Memorial Basketball Hall of Fame aufgenommen.

## Karriere
Geboren und aufgewachsen in Brooklyn, ging Carl Braun auf Long Island zur Schule und spielte zwei Jahre College-Basketball an der Colgate University. 1947 unterschrieb er einen Vertrag für das Farmteam-System der New York Yankees im Minor League Baseball. Ein Muskelfaserriss beendete jedoch seine Laufbahn als Pitcher.
Gleichzeitig hatte er im November 1947 begonnen, Basketball für die New York Knickerbockers in der Basketball Association of America (BAA) zu spielen. Ihnen blieb er beinahe seine gesamte Zeit als Profi treu. Nach der Fusion mit der National Basketball League (NBL) zur National Basketball Association (NBA) in der Saison 1949/50 blieb er den Knicks zwei Jahre wegen seines Militärdienstes in der United States Army fern.
1951/52 absolvierte er zehn Spiele für die Washington Capitols in der American Basketball League (ABL), die im Januar 1951 die NBA in der Mitte der Saison verlassen hatten. Das Team lag auf dem zweiten Platz, als es sich aus finanziellen Gründen im Januar erneut auflöste.
Carl Braun kehrte zur Saison 1952/53 zu den Knicks zurück. Vor der Armee war er ein durchschnittlicher Freiwurfschütze gewesen, nach seinem Dienst belegte er mit seiner Freiwurfquote sechs Jahre hintereinander einen Platz unter den zehn besten Schützen der Liga. Er war ohnehin in seinen ersten sieben Dienstjahren Top-Scorer seines Teams und erzielte insgesamt 10625 Punkte in seiner Karriere. Ab der Saison 1956/57 fokussierte er sich auf seine Spielmacherqualitäten und erhöhte seine Assists pro Spiel, was sich in drei Top 10-Platzierungen niederschlagen sollte.
Durch eine Rückenverletzung konnte er in der Saison 1959/60 nur 54-mal und in der Saison 1960/61 nur 15-mal antreten. Gleichzeitig ersetzte er ab Dezember 1959 Knicks-Head Coach Fuzzy Levane als Spielertrainer. Seine Siegquote war im ersten Jahr 19−29 und im zweiten 21−58 – die Knicks schlossen seitdem nur zweimal noch schlechter ab – was schließlich zu Brauns Entlassung führte.
Braun wechselte in seinem letzten Profi-Jahr 1961/62 zu den Boston Celtics und krönte seine Karriere mit der Meisterschaft. Er trat 48-mal an und erzielte 176 Punkte.

## Erfolge und Ehrungen
Naismith Memorial Basketball Hall of Fame 2019

1× NBA-Meister 1961/62

2× NBA-Auswahl 1948 (All-BAA 2nd Team), 1954 (All-NBA 2nd Team)

5× NBA All-Star 1953−1957 (1956 verletzungsbedingt abgesagt)

## Privatleben
Carl Braun heiratete 1952 Joan und hatte mit ihr vier Töchter.